# Calomys hummelincki
Calomys hummelincki là một loài động vật có vú trong họ Cricetidae, bộ Gặm nhấm. Loài này được Husson mô tả năm 1960.